# Crenicichla urosema
Crenicichla urosema är en fiskart som beskrevs av Kullander, 1990. Crenicichla urosema ingår i släktet Crenicichla och familjen Cichlidae. Inga underarter finns listade i Catalogue of Life.